# Ходжа, Неджмие
Неджмие Ходжа (алб. Nexhmije Hoxha; 8 февраля 1921, Битола — 26 февраля 2020, Тирана) — албанская коммунистка, супруга и сподвижница Энвера Ходжи. Занимала видные должности в идеологическом аппарате, состояла в ЦК албанской компартии АПТ. После падения коммунистического режима была осуждена за злоупотребление властью, отбыла несколько лет тюремного заключения. Освобождена по амнистии. Продолжала выступать с политическими заявлениями ходжаистского характера.

## Коммунистическая пропагандистка
Родилась на территории Югославского королевства в семье албанцев. Тефик Джуглини, отец Неджмие, работал бухгалтером и, по некоторым данным, был связан с Албанской фашистской партией. В 1928 году семья перебралась в Албанию. Неджмие окончила в Тиране привилегированный Педагогический институт королевы-матери.
В юности прониклась коммунистическими взглядами. Примыкала к коммунистическому подполью, состояла в корчинской коммунистической группе, участвовала в её акциях. В 1941 году Неджмие Джуглини вступила в Компартию Албании (с 1948 — Албанская партия труда, АПТ). В годы Второй мировой войны служила в отделе пропаганды 1-й дивизии Национально-освободительной армии. Носила партийное прозвище Delikatja — Хрупкая.
1 января 1945 вышла замуж за первого секретаря компартии Энвера Ходжу.

## Идеолог режима АПТ
После прихода коммунистов к власти в 1944 году Энвер Ходжа как лидер правящей партии и первый глава правительства стал верховным правителем коммунистической Албании. Неджмие Ходжа стала ведущим идеологом албанской коммунистической партии. С 1952 состояла в ЦК компартии, с 1948 была депутатом Народного собрания. Руководила женскими организациями страны. С 1966 года Неджмие Ходжа являлась директором Института исследований марксизма-ленинизма при ЦК АПТ и Высшей партийной школы имени Ленина. Играла большую роль в формировании идеологии ходжаизма — албанского варианта сталинизма. Полностью поддерживала и обосновывала политику своего мужа.
В апреле 1956 года Неджмие Ходжа сыграла заметную роль в «Обманувшей весне». Именно она передала министру внутренних дел Кадри Хазбиу информацию министра обороны Бекира Балуку о запланированной на партийной конференции в Тиране попытке отстранения Энвера Ходжи. (Одна из претензий внутрипартийной оппозиции состояла как раз в насаждении «семейственности», в предоставлении высоких постов и широких полномочий жёнам руководителей.) Ход конференции был поставлен под жёсткий контроль Сигурими, делегаты подверглись репрессиям.
В 1973 году Неджмие Ходжа подвергала особо жёсткой критике за «либеральный уклон» Фадиля Пачрами и Тоди Лубонью. Оба были приговорены к длительному тюремному заключению.
В 1970-х Неджмие Ходжа, Хюсни Капо и Мануш Мюфтиу сформировали влиятельный политический клан, оказывавший серьёзное воздействие на партийно-государственную политику. Неджмие Ходжа участвовала в подборе преемника Энвера Ходжи, согласившись с кандидатурой куратора идеологии и пропаганды Рамиза Алии.
После смерти Энвера Ходжи 11 апреля 1985 Неджмие Ходжа сменила его на посту председателя Демократического фронта Албании. Несколько лет она сохраняла политико-идеологическое влияние. Придерживалась консервативных ходжаистских позиций, не одобряла даже ограниченных реформаторских планов Алии. Однако она более-менее лояльно отнеслась к прекращению преследования религии. В 1989 году Неджмие Ходжа пригласила в Тирану Мать Терезу и встретилась с ней.
Журналист и историк Фахри Балиу впоследствии опубликовала книгу о Неджмие Ходже, получившую название Чёрная дама (во французском издании — Жена дьявола). В предисловии писатель Исмаил Кадаре отмечал, что Неджмие «провоцировала параноидальные приступы мужа», расправлялась со своими оппонентами, несёт ответственность за репрессии против целых семей.

## При падении режима
Неджмие Ходжи была уверена в прочности коммунистического режима. Поначалу она рассчитывала, что Революции 1989 года не затронут Албанию. Но румынские события, казнь Николае и Елены Чаушеску, по собственному признанию Ходжи, повергли её в ужас. В 1990 году Албанию охватили массовые антикоммунистические выступления. Рамиз Алия попытался позиционироваться как «албанский Горбачёв» и «лидер демократических реформ», чем крайне разочаровал Неджмие Ходжу. В конце года Алия отправил в отставку нескольких консервативных партийных руководителей — Ленку Чуко, Мухо Аслани, Симона Стефани, Неджмие Ходжу (20 декабря она была смещена с должности главы Демократического фронта Албании).
После 20 февраля 1991 года, когда демонстранты в Тиране снесли памятник Энверу Ходже на площади Скандербега, Неджмие Ходжа прервала отношения с Алией. На выборах в марте 1991 она не баллотировалась, партийную реформу президента Алии — превращение коммунистической АПТ в Социалистическую партию Албании — не поддержала.
В мае 1991 года Союз независимых профсоюзов Албании организовал всеобщую забастовку. Президент Алия и правительство Фатоса Нано были вынуждены согласиться на досрочные выборы парламента. К власти пришла оппозиционная Демократическая партия Албании. Президентом стал её лидер Сали Бериша. Коммунистический режим в Албании перестал существовать. Новые власти начали судебные преследования видных деятелей времён Ходжи.

## Тюремное заключение
70-летняя Неджмие Ходжа была взята под домашний арест ещё в декабре 1991, при правлении бывших коммунистов. Заключена в тюрьму в январе 1992 года. Суд признал её виновной в злоупотреблении властью и приговорил к 9 годам заключения. Попытка обжаловать приговор по инстанциям привела к тому, что срок наказания увеличился до 11 лет.
13 февраля 1995 президент Албании Сали Бериша издал указ № 1018 — об отмене всех наград и почётных званий, присвоенных руководителям коммунистического режима. Это решение касалось Энвера Ходжи (посмертно), Хаджи Леши (прижизненно), Хюсни Капо (посмертно), Гого Нуши (посмертно), Спиро Колеки (прижизненно), Хаки Тоски (посмертно), Шефкета Печи (прижизненно), Неджмие Ходжи (прижизненно).
Заключение Неджмие Ходжа отбывала в тиранской женской Тюрьме 325. Работала на швейном производстве. По отзывам надзирательницы, вела себя культурно, в конфликты не вступала (в отличие от агрессивной Ленки Чуко), место в камере содержала в чистоте. Писала из тюрьмы письма политического характера с обличениями новых властей, в защиту политики своего мужа.
Освобождена по амнистии в 1997 году, после пяти лет заключения.

## Продолжательница ходжаистской традиции
После освобождения Неджмие Ходжа вела сравнительно замкнутый образ жизни. Однако она выступала с политическими заявлениями коммунистического и ходжаистского характера, вступила в ортодоксально-ходжаистскую Коммунистическую партию Албании, созданную в 1991 году литератором Хюсни Милоши. Регулярно давала интервью, в которых говорила о «мягком характере» Энвера Ходжи, о «вынужденности» репрессий. В то же время Неджмие Ходжа призналась, что, побывав в тюрьме, стала лучше понимать репрессированных.
При этом Неджмие Ходжа акцентировала внимание не на коммунистической идеологии, а на защите национального суверенитета Албании. Именно это ставила в главную заслугу своему мужу и его политике. При этом Неджмие отмечала, что Энвер уважал Иосипа Броз Тито как сильного врага, свой идеологический «дамоклов меч», и опасался его смерти, поскольку уход Тито означал сотрясение Балканского региона. Поддержала военно-воздушную операцию НАТО против Югославии, поскольку считала это необходимым для защиты косовских албанцев.

## Семья и кончина
В браке супруги Ходжа имели сыновей Илира и Соколя и дочь Пранверу. Илир Ходжа известен как коммунистический активист, представитель ходжаистской партии, созданной в 2002 под названием АПТ.
По сообщению Илира Ходжи, его мать скончалась 26 февраля 2020 года в возрасте 99 лет. Похоронена на кладбище Шарра в Тиране.